# Die Rakete (Nürnberg)

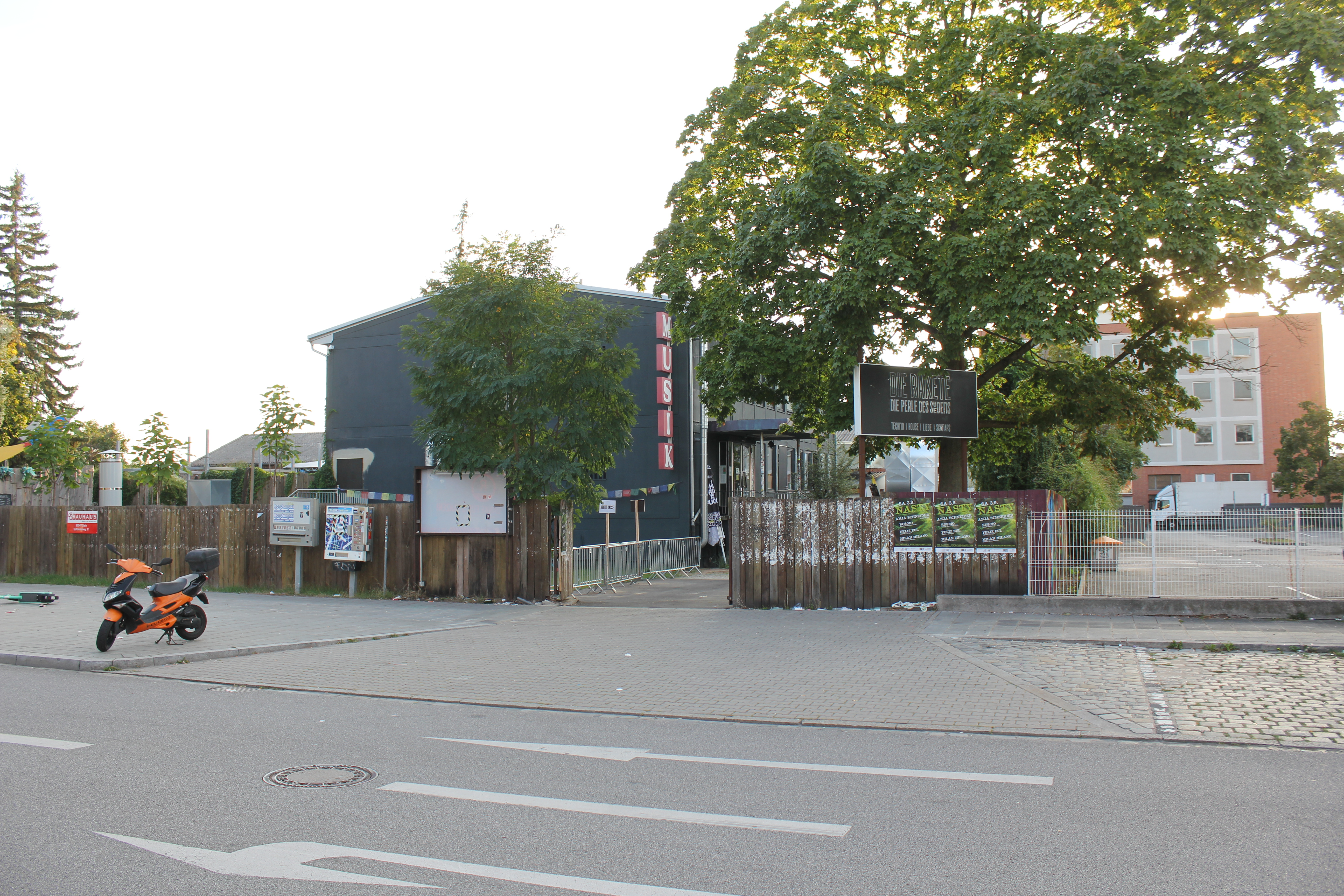
Die Rakete (2022)

Die Rakete ist ein Techno-Club in Nürnberg, der aufgrund seiner Bedeutung in der House- und Techno-Szene weit bekannt ist. Er befindet sich im südlich gelegenen Bezirk Dianastraße in einem Industriegebiet an der Vogelweiherstraße.

## Geschichte
Der Club öffnete erstmals im September 2003 und widmete sich zu Beginn am Wochenende noch mehr dem Genre Britpop und unter der Woche allgemein Konzerten. So traten hier zum Beispiel schon die Sportfreunde Stiller, Deichkind, Klee, Angelika Express oder Jeans Team auf. Zunächst umfasste der Club auch nur Räumlichkeiten im Keller des Gebäudes und eine kleine Außenterrasse, wurde über die Jahre aber mehrfach vergrößert, sodass sich nun zwei Tanzfloors im Erdgeschoss und im Keller sowie eine Garderobe im Obergeschoss befinden. Die 2015 erweiterte Außenterrasse wird im Sommer auch als zusätzlicher Floor genutzt. Seit 2007 hat sich die Rakete auf rein elektronische Musik spezialisiert und bedient hierbei vor allem die Genres Elektro, Tech House, Minimal, Deep House, Techno und Hard Techno. Neben nationalen und internationalen Bookings bietet der Club auch lokalen Künstlern eine Plattform. Kontakte bestehen nach eigenen Angaben auch zu Techno-Clubs anderer Städte. Auch veranstaltet man mit anderen Diskotheken der Stadt gemeinsame Events.

## Rezeption
2014 wurde der Club von den Lesern des Groove Magazins in die Top 10 der besten Clubs weltweit gewählt.
Beim Jahrespoll 2024 des FAZEmag belegte die Rakete den vierten Platz der besten Clubs Deutschlands. Zuvor wurde der Club bereits 2013 auf Rang 13, 2014 den elften, 2014 auf Platz elf, 2015 auf Rang acht sowie 2018 auf dem zehnten Platz gelistet. Zudem wurde die Rakete 2015 in einem Beitrag des FAZEmag auf Position fünf der 15 besten deutschen Clubs gelistet.
2021 wurde der Club mit dem APPLAUS-Preis (Auszeichnung der Programmplanung unabhängiger Spielstätten) in der Kategorie Programm und einem Preisgeld von 25.000 Euro ausgezeichnet. Der Preis wird von der Initiative Musik mit Projektmitteln der Beauftragten der Bundesregierung für Kultur und Medien realisiert und stellt den höchstdotierten Musikpreis der Bundesregierung dar.

## Sonstiges und Besonderheiten
In Bayern benötigen Clubs und Bars von ihrer Gemeinde eine Ausnahmegenehmigung, wenn sie nicht von der allgemeinen Sperrstunde für Gaststättenbetriebe von 5:00 bis 6:00 Uhr betroffen sein wollen. Bis Anfang 2019 konnte die Rakete ihren Betrieb erst nach einer einstündigen Unterbrechung mit einer Afterhour ab 6:00 Uhr fortsetzen. Seit Februar 2019 testete die Rakete im Einvernehmen mit dem Ordnungsamt der Stadt Nürnberg eine Verschiebung der sonntäglichen Sperrstunde auf 10:00 Uhr, um Veranstaltungen ohne Unterbrechung durchführen zu können. Als Kompromiss wurde die Afterhour, die bislang bis 12:00 Uhr stattfand, um eine Stunde verkürzt.
Im April 2020 war die Rakete zusammen mit dem ebenfalls in Nürnberg ansässigen Club Haus 33 sowie den Münchner Clubs Harry Klein, Pacha und neuraum Teil der United-We-Stream-Reihe, bei der während der COVID-19-Pandemie DJ- und Konzertauftritte täglich weltweit live gestreamt wurden.
Des Weiteren wurden in der Osternacht 2020 in Kooperation mit dem Club Haus 33 unter dem Motto Church goes Clubbing: Dance into Life Liveauftritte aus der Euchariuskapelle der Nürnberger Egidienkirche gestreamt. Es stellt das erste Streaming einer Technoveranstaltung aus einer Kirche dar. Mittels eines virtuellen Klingelbeutels wolle sich die Gemeinde laut Aussagen des Pfarrers solidarisch mit der Kulturszene zeigen. Das Event fand als Ersatz für eine ursprünglich vom Haus 33 in Kooperation mit der Lux-Jugendkirche am 21. März 2020 geplante öffentliche Techno-Party unter dem Namen Techno-Church statt, die jedoch auf Grund der COVID-19-Pandemie abgesagt werden musste. Die sogenannte Techno Church wurde vorläufig auf den 31. Januar 2021 verschoben.
Im Rahmen des Nürnberger Christopher Street Days veranstaltete die Rakete im Jahr 2022 erstmals zusammen mit dem benachbarten Club Hirsch die offizielle Afterparty der Pride-Parade.
In den Morgenstunden des 14. Mai 2023 fand eine Razzia statt. Es wurden Drogen unterschiedlichster Art, darunter – mutmaßlich – Amphetamin, Kokain, Ecstasy, Crystal Meth und Marihuana sichergestellt.